# Вердетс
Верде́тс (фр. Verdets) — коммуна во Франции, находится в регионе Аквитания. Департамент — Атлантические Пиренеи. Входит в состав кантона Олорон-Сент-Мари-2. Округ коммуны — Олорон-Сент-Мари.
Код INSEE коммуны — 64551.

## География

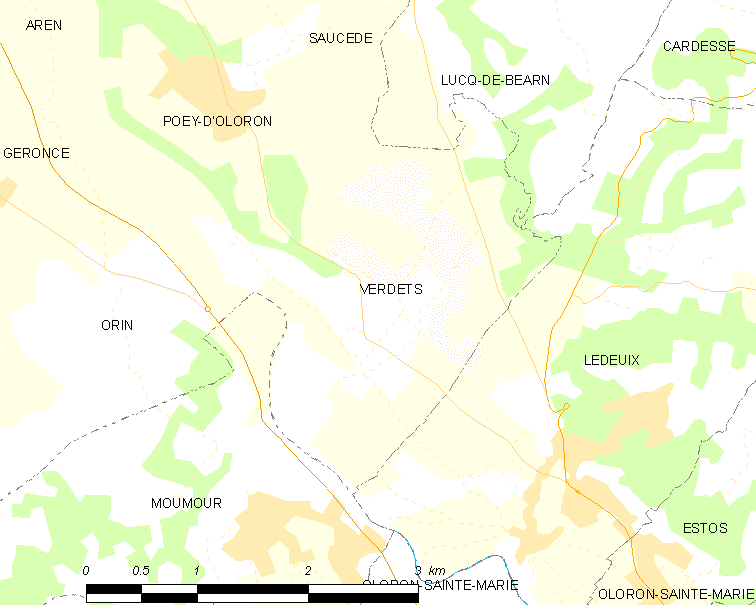
Карта коммуны

Коммуна расположена приблизительно в 670 км к югу от Парижа, в 180 км южнее Бордо, в 24 км к западу от По.
На юго-западе коммуны протекает река Гав-д’Олорон.

### Климат
Климат тёплый океанический. Зима мягкая, средняя температура января — от +5°С до +13°С, температуры ниже −10 °C бывают редко. Снег выпадает около 15 дней в году с ноября по апрель. Максимальная температура летом порядка 20-30 °C, выше 35 °C бывает очень редко. Количество осадков высокое, порядка 1100 мм в год. Характерна безветренная погода, сильные ветры очень редки.

## Население
Население коммуны на 2010 год составляло 281 человек.
| 1962 | 1968 | 1975 | 1982 | 1990 | 1999 | 2010 |
| ---- | ---- | ---- | ---- | ---- | ---- | ---- |
| 226  | 191  | 199  | 255  | 243  | 270  | 281  |

## Администрация
| Период | Период | Фамилия      | Партия | Примечания |
| ------ | ------ | ------------ | ------ | ---------- |
| 1995   | 2008   | Ив Капдерон  |        |            |
| 2008   | 2013   | Надин Сего   |        |            |
| 2013   | 2020   | Кристоф Гери |        |            |

## Экономика
В 2010 году среди 160 человек трудоспособного возраста (15-64 лет) 116 были экономически активными, 44 — неактивными (показатель активности — 72,5 %, в 1999 году было 65,7 %). Из 116 активных жителей работали 107 человек (55 мужчин и 52 женщины), безработных было 9 (6 мужчин и 3 женщины). Среди 44 неактивных 14 человек были учениками или студентами, 22 — пенсионерами, 8 были неактивными по другим причинам.

## Фотогалерея

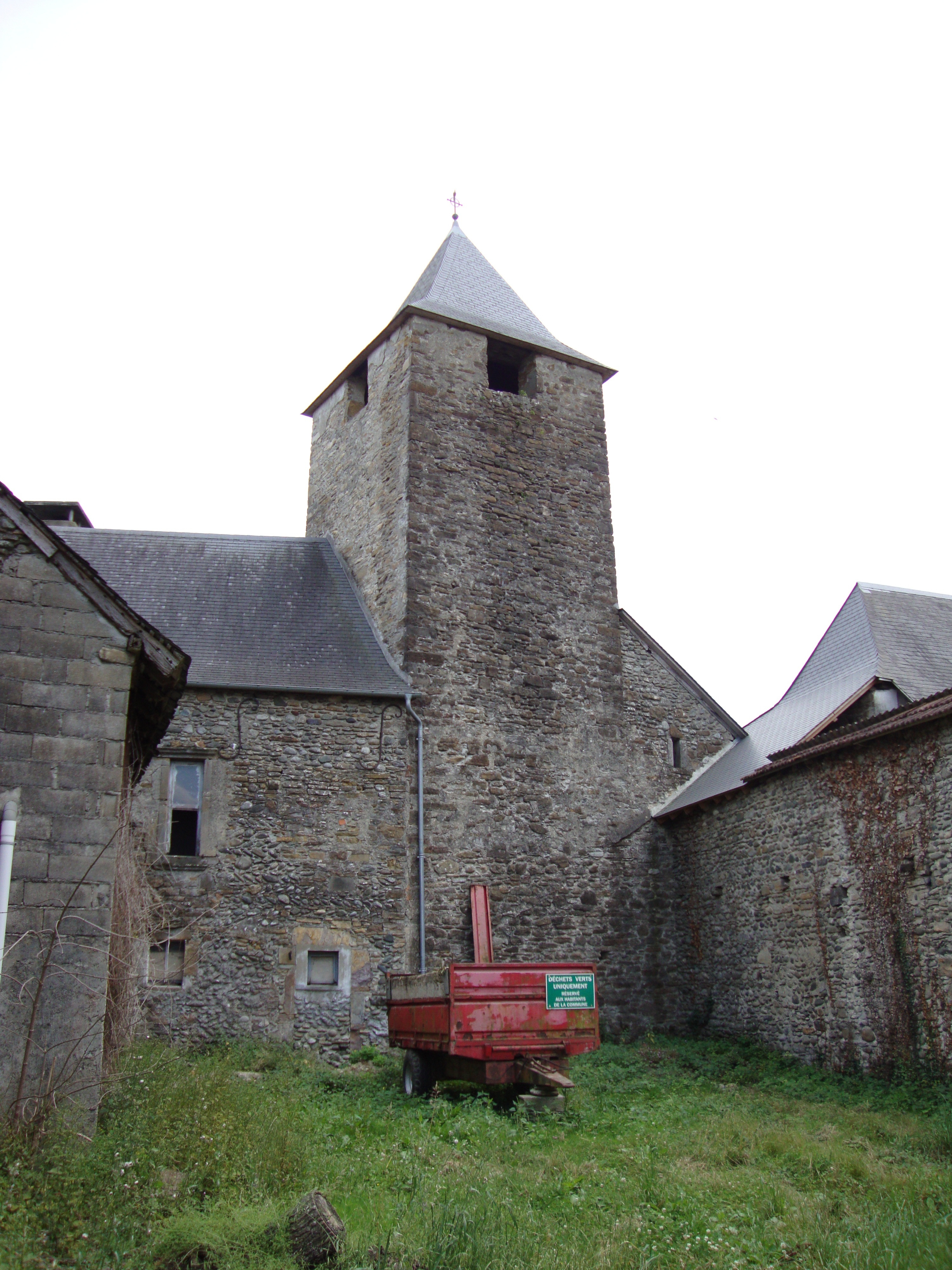
Церковь
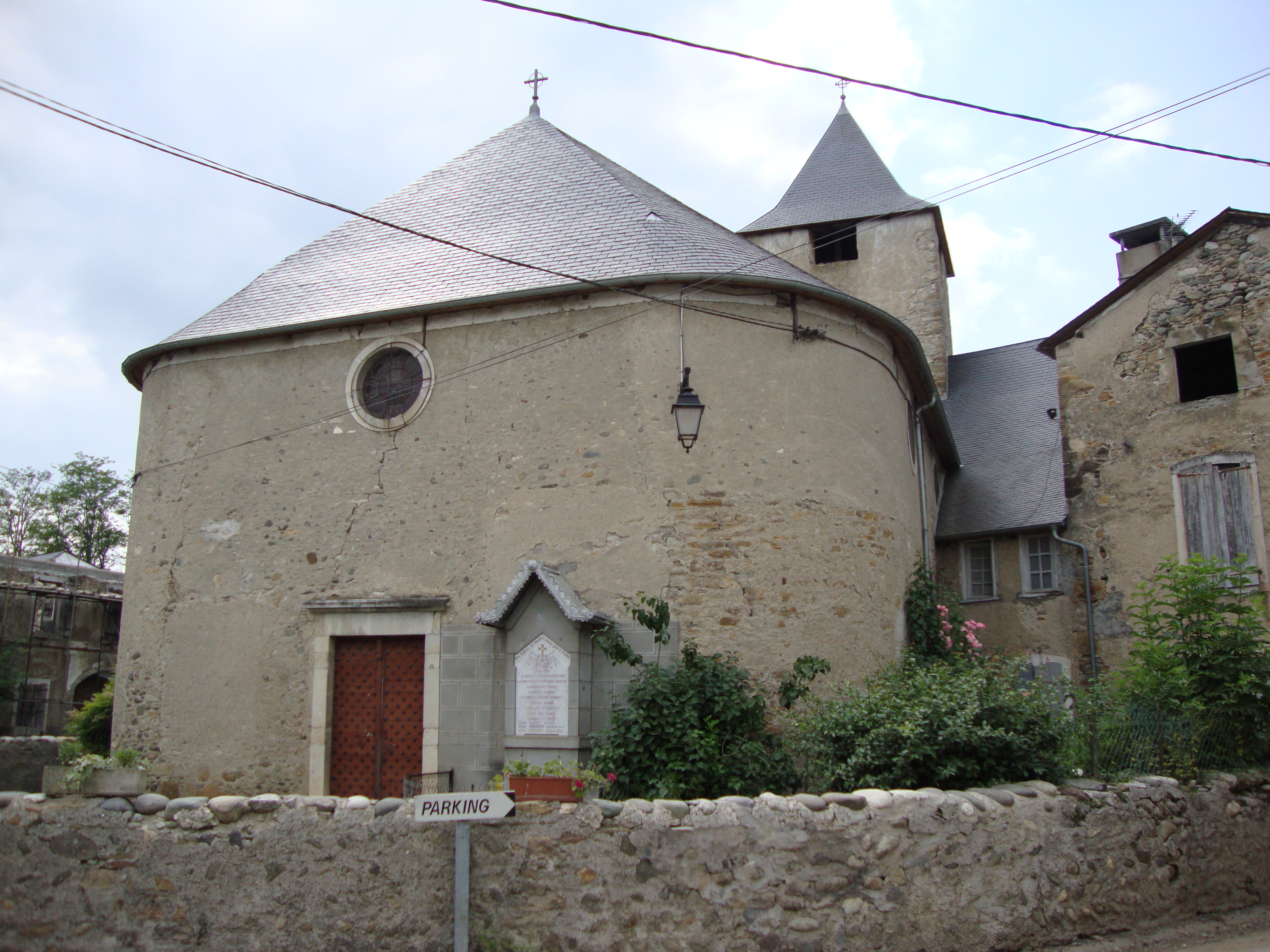
Церковь
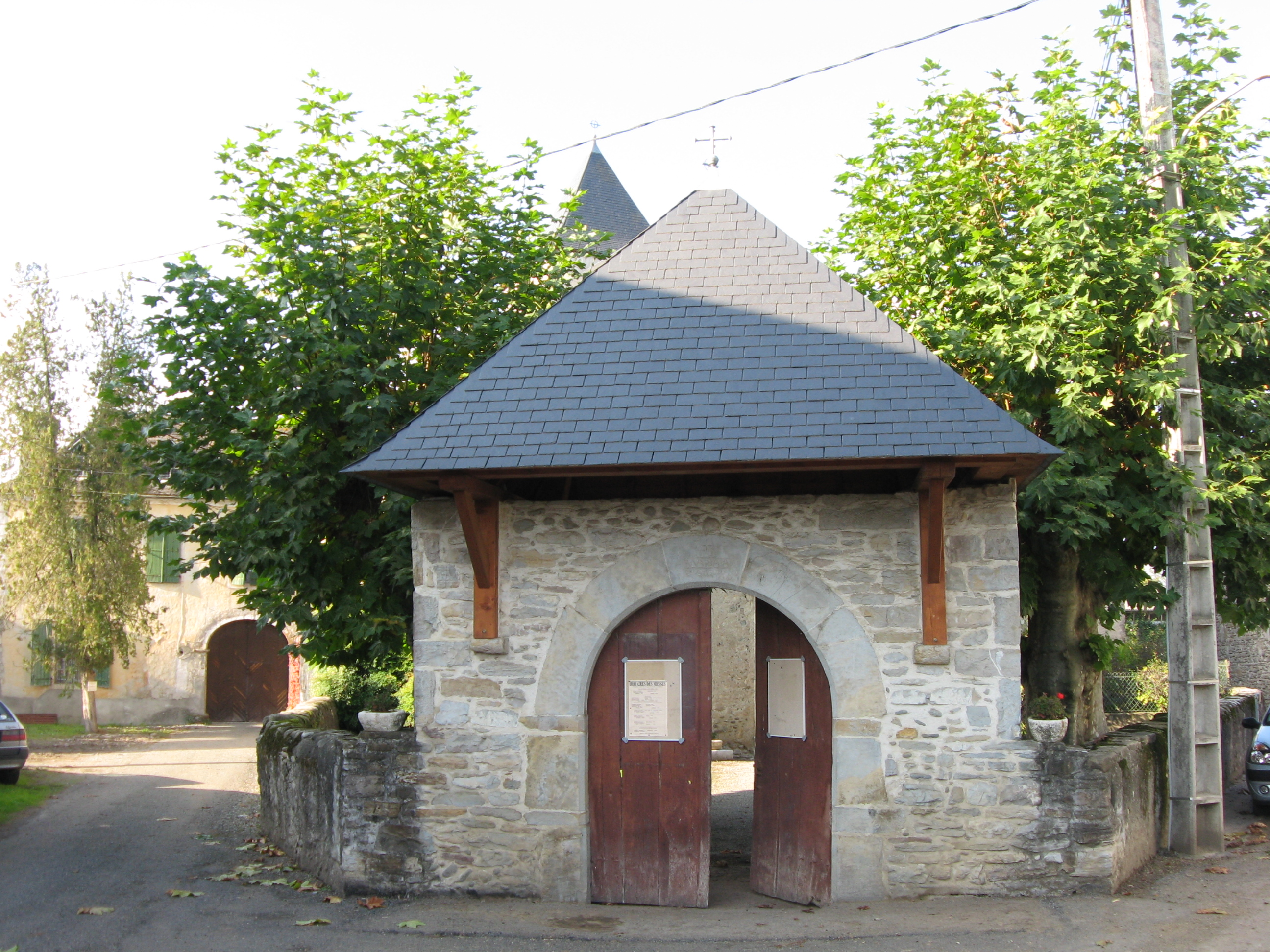
Вход на территорию церкви
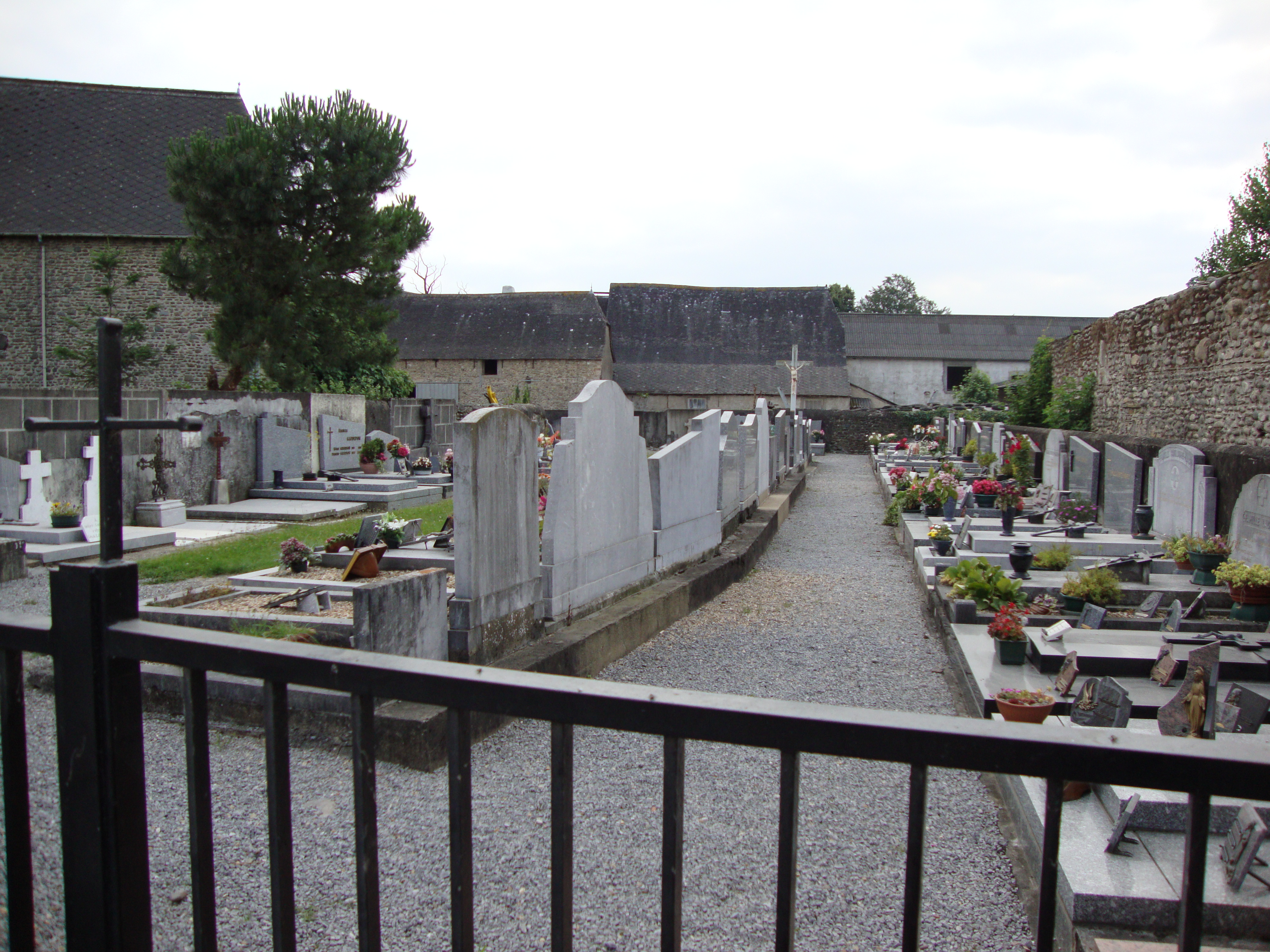
Кладбище
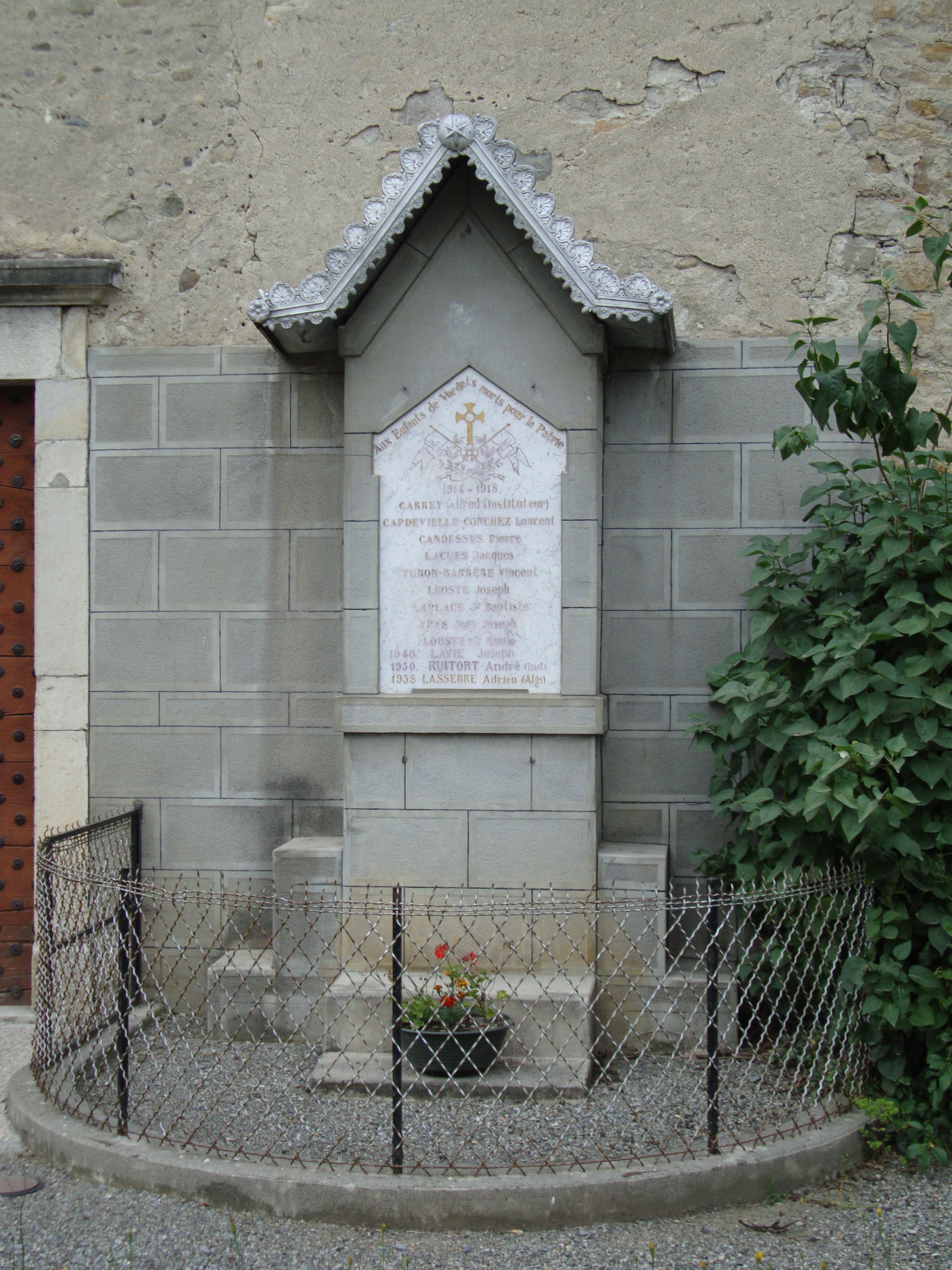
Военный мемориал